# Jurinea pseudoiljinii
Jurinea pseudoiljinii là một loài thực vật có hoa trong họ Cúc. Loài này được Galushko & Nemirova mô tả khoa học đầu tiên năm 1974.